# Åmåls distrikt
Åmåls distrikt är ett distrikt i Åmåls kommun och Västra Götalands län. Befolkningsmässigt är distriktet landskapets största. 
Distriktet ligger i och omkring Åmål. 

## Tidigare administrativ tillhörighet
Distriktet inrättades 2016 och utgörs av två områden: området Åmåls stad omfattade till 1971 samt Åmåls socken.
Området motsvarar den omfattning Åmåls församling hade 1999/2000 och fick omkring 1963 när stads- och landsförsamlingarna gick samman.